# El elfo oscuro
El elfo oscuro (en inglés:The Dark Elf), es una trilogía de novelas escritas por R. A. Salvatore acerca del personaje ficticio Drizzt Do'Urden.

## La morada
La morada (inglés: Homeland), es la primera novela de la trilogía. Esta historia es una precuela a la serie de novelas El valle del viento helado y en ella se narran los orígenes de Drizzt y se detalla el estilo de vida de la sociedad drow.

## El exilio
El exilio (inglés: Exile), es la segunda novela de la trilogía. Esta historia narra las aventuras de Drizzt tras su destierro de Menzoberranzan.

## El refugio
El refugio (inglés: Sojourn), es la tercera novela de la trilogía. Esta historia narra las desventuras de Drizzt cuando sale a vivir a la superficie.
- Datos: Q1067357